# Baraboj (stacja kolejowa)
Baraboj (ukr. Барабой) – stacja kolejowa w miejscowości Bohatyriwka, w rejonie odeskim, w obwodzie odeskim, na Ukrainie.